# Hedwig Krüger

Hedwig Krüger

Hedwig Krüger (* 1. April 1882 in Halle (Saale); † 16. Februar 1938 ebenda) war eine kommunistische deutsche Politikerin.

## Leben
Hedwig Krüger wurde als Tochter des Formers August Hennig und dessen Ehefrau Auguste geboren. Nach dem Besuch der Mittel- und der Volkshochschule arbeitete Hedwig Krüger als Angestellte bei einer Ortskrankenkasse und trat 1908 der SPD bei. Während des Ersten Weltkrieges wechselte sie zur 1917 gegründeten USPD, wo sie zum linken Flügel gehörte, welcher sich Ende 1920 mit der KPD zur VKPD zusammenschloss. Der Vereinigungsparteitag wählte Hedwig Krüger in den Zentralausschuss der Partei.
Nach der Märzaktion zu einer Haftstrafe verurteilt, erzwang Hedwig Krüger mittels eines Hungerstreiks ihre Freilassung. Sie gehörte der Stadtverordnetenversammlung ihrer Heimatstadt an. Im Mai 1924 wurde sie für einige Monate in den Reichstag gewählt, im Dezember des gleichen Jahres in den Preußischen Landtag. Bei den innerparteilichen Fraktionskämpfen ab 1924 stand Hedwig Krüger auf der Seite des „linken“ Flügels um Ruth Fischer und Arkadi Maslow und unterstützte diese zunächst ab 1925 auch gegen die neue Parteiführung um Ernst Thälmann, später distanzierte sie sich aber auf Druck des Zentralkomitees von ihrer bisherigen Haltung. In ihrer Wohnung fanden allerdings weiter örtliche Treffen innerparteilicher Oppositioneller um Otto Kilian statt.
1928 wurde sie bei den preußischen Landtagswahlen nicht mehr als Kandidatin aufgestellt und spielte in der KPD keine wichtige Rolle mehr. Nach der Machtübernahme der NSDAP 1933 ging Hedwig Krüger in die Illegalität, wurde im November 1934 verhaftet und am 13. Dezember 1934 in das Frauenkonzentrationslager Moringen gebracht. Im Juni 1935 wurde sie entlassen und starb 1938 während einer Operation auf Grund einer verschleppten Blinddarmentzündung.